# Commissariat général aux questions juives
Commissariat général aux questions juives (CGQJ, Nederlands: Commissariaat-Generaal voor het Joodse Vraagstuk) was een administratieve instantie die verantwoordelijk was voor de uitvoering van het joodse beleid van Vichy-Frankrijk.  

## Geschiedenis
De CGQJ werd op 29 maart 1941 op aanwijzingen van François Darlan opgericht, de daarmee de wens van de Duitsers volgde. Daarvoor al in de tweede helft van 1940 had het Vichy-regime een rij van antisemitische wetten en verordeningen afgevaardigd, daaronder het Eerste Jodenstatuut van oktober 1940.
De CGQJ had ongeveer 2.500 medewerkers. Tot de CGQJ behoorde ook de anti-joodse politie Police aux Questions Juives (PQJ) die in 1942 in Section d’Enquête et Contrôle (SEC) hernoemd werd. De opdracht van de CGQJ was de identificatie, isolatie en internering van de ca. 75.000 joden in Frankrijk om ze dan aan de Duitsers uit te leveren die ze naar concentratie- en vernietigingskampen in het oosten transporteerde.
De institutionele voorloper van de anti-joodse politie was de Service d'inspection du CGQJ, die op 19 oktober 1941 op aandringen van SS-Hauptsturmführer Theodor Dannecker werd opgericht. Dannecker was toen de leider van de Judenreferat van de SD-Dienststelle in Parijs. De Service d'inspection du CGQJ was ondergeschikt aan de minister van Binnenlandse Zaken. Het personeel van de Service voerde van het begin van hun bestaan onderzoeken uit met name in relatie tot de arisering  van joods bezit, en had geen officiële politiebevoegdheid. Niettemin leek hun onderzoek en aanbevelingen bij de lokale politie tot actie aan te zetten en  uit te voeren en de wijdverbreide toepassing van anti-joodse wetgeving. Geschillen met betrekking tot de bevoegdheidsvraagstukken met de politie en met het ministerie van Binnenlandse Zaken, alsmede overschrijding van de bevoegdheden en corruptie leidde tot een machtsstrijd aan de top van de politie.
In januari 1942 werd de Service in Police aux Questions Juives (PQJ) omgedoopt e onder de Secrétariat Général de la Police gesteld. De PQJ-medewerkers waren verantwoordelijk, onder meer voor het zoeken van de joden die geïnterneerd waren in het Kamp Drancy en voor hun deportatie naar vernietigingskampen in het oosten. Daarbij werd al het geld, juwelen en waardepapieren door de PQJ-medewerkers in beslag genomen en gestort op de rekening van de Caisse des Dépôts et Consignations (CDC).  10% van de deposito's werden officieel overgedragen aan de CGQJ. Naast de officiële onteigening en verrijking waren veel PQJ-medewerkers betrokken in het kamp bij diefstal, corruptie en persoonlijke verrijking. In augustus 1942 werd de PQJ weer hernoemd en als Section d’Enquête et Contrôle (SEC) onder de CGQJ gesteld.  

## Commissarissen-generaal van de CGQJ
- Xavier Vallat: 29 maart 1941 – 5 mei 1942
- Louis Darquier de Pellepoix: 6 mei 1942 – februari 1944
- Charles du Paty de Clam: februari – juni 1944
- Joseph Antignac, directeur van het kabinet van de CGQJ, secretaris-generaal in juni 1944, gearresteerd op 6 november 1944, vrijgelaten op 28 mei 1946, gevlucht en verdwenen en op 9 juli 1946 bij verstek ter dood veroordeeld.

Andere leden: Armand Bernardini, Georges Montandon, Auguste Mudry.